# Threads
Threads là một nền tảng mạng xã hội trực tuyến của công ty công nghệ Mỹ Meta Platforms, hoạt động lần đầu vào ngày 5 tháng 7 năm 2023. Trong vòng 48 giờ kể từ khi ra mắt, mạng xã hội này đã đạt 80 triệu người đăng ký, phá kỷ lục về số người dùng đăng ký do ChatGPT thiết lập trước đó. Threads hoạt động tương tự như các trang tiểu blog khác như Twitter hay Facebook: người dùng có thể đăng bài viết, hình ảnh và video cũng như thích, trả lời, chia sẻ lại bài của người khác. Ứng dụng hoạt động trên các hệ điều hành iOS, Android. Để sử dụng, người dùng cần có sẵn tài khoản Instagram từ trước để đăng ký liên thông sang Threads, tên tài khoản cũng được giữ nguyên từ Instagram.
Sau khi tỉ phú Elon Musk mua lại Twitter, Meta đã tập trung nghiên cứu một mạng xã hội có tên Instagram Notes, tiền thân của Threads sau này, ứng dụng sẽ hoạt động tương tự như Instagram nhưng có tính năng viết bài. Tháng 1 năm 2023, nền tảng được phát triển với tên gọi "Project 92" (tạm dịch: Dự án 92). Từ tháng 3, một số thông tin về mạng này bắt đầu được hé lộ. Ngày 3 tháng 7, hình ảnh pre-launch của ứng dụng xuất hiện trên App Store (Apple), trong đó cho biết ngày ra mắt là vào 6 tháng 7.
Threads chính thức ra mắt vào ngày 5 tháng 7 tại 100 quốc gia, trong đó có Mỹ, Anh Quốc, Úc, New Zealand, Canada và Nhật Bản.

## Tính năng và hoạt động
Threads hoạt động với mục tiêu đem lại trải nghiệm tương tự như Twitter: có thể trao đổi thông tin online, viết bài, chia sẻ công khai (còn gọi là tiểu blog), trên hết gắn liền với Instagram. Một bài viết có thể chứa tối đa 500 ký tự và video dài 5 phút.
Ứng dụng hoạt động chủ yếu trên iOS và Android, phiên bản trình duyệt web được cho là đang trong quá trình xây dựng với đường link tài khoản sẽ có dạng threads.net/@user.
Threads bị chặn ở Iran do kiểm duyệt thông tin của chính phủ, cũng giống như như nhiều mạng xã hội khác. Ở khu vực Liên minh châu Âu (EU), app hiện cũng không có sẵn. Tại Trung Quốc, mặc dù bị chặn dưới hệ thống Phòng hỏa trường thành, Threads vẫn lọt top 4 thịnh hành trên App Store địa phương.